# 苏伊肖
苏伊肖（義大利語：Suisio），是意大利贝加莫省的一个市镇。总面积4.58平方公里，人口3866人，人口密度844.1人/平方公里（2009年）。国家统计（ISTAT）代码为016209。